# Capila pennicillatum
Capila pennicillatum là một loài bướm ngày hesperid tìm thấy ở Ấn Độ và Đông Nam Á.